# فيلي ميلس
فيلي ميلس (بالإنجليزية: Willie Mills)‏ هو لاعب كرة قاعدة أمريكي، ولد في 15 أغسطس 1877 في Schenevus, New York ‏ في الولايات المتحدة، وتوفي في 5 يوليو 1914 في أوتيكا في الولايات المتحدة.

## وصلات خارجية
- فيلي ميلس على موقعبيزبول رفرنس.كوم (الدوري الرئيسي) (الإنجليزية)
- فيلي ميلس على موقعبيزبول رفرنس.كوم (الدوري الثانوي) (الإنجليزية)